# Chaetolopha peregrina
Chaetolopha peregrina är en fjärilsart som beskrevs av Louis Beethoven Prout 1929. Chaetolopha peregrina ingår i släktet Chaetolopha och familjen mätare. Inga underarter finns listade i Catalogue of Life.